# چکچک سومالی
چکچک سومالی (نام علمی: Oenanthe phillipsi) نام یک گونه از سرده چکچک است.